# 永川敏郎
永川 敏郎（えがわ としお、1959年4月2日 - ）は、日本のキーボーディスト。プログレッシブ・ロックバンド NOVELA、Scheherazade、GERARD、ハードロックバンド EARTHSHAKERのキーボーディスト。

## 人物
京都府出身。愛称はToshi（トシ）。血液型はA型。
年代により永川トシオ表示もある。

## 経歴
- 1977年　ロックバンドScheherazadeに参加。
- 1980年　ロックバンドNOVELAでキングレコードよりデビュー。
- 1984年　ソロプロジェクトGERARD結成。その後バンドとして活動開始。
- 1986年　ロックバンドEARTHSHAKER加入。
- 1994年　EARTHSHAKER解散。GERARD活動再開となる。
- 2014年　GERARD活動休止。
- 2017年　EARTHSHAKER再加入。

## その他の経歴
- 1994年〜ToshiのソロアルバムMissionツアーにサポートキーボーディストとして参加。（Toshl参照）
- 1998年〜レインボーのカバープロジェクト「虹伝説」CD参加を機に、ジョー・リン・ターナーと交流を持ち、2000年以降の彼のジャパンツアーのサポートキーボーディストとなる。2002年にはそのプロジェクトでライブCDをリリース。名義は、ヒューズ ターナー プロジェクト（ジョー・リン・ターナー参照）。
- 2001年〜ギタリスト梶山章率いるゴールドブリックにキーボーディストとして参加（ゴールドブリック参照）。
- その他、多くのロック系アーティストの活動をサポートする。

## ディスコグラフィー

### NOVELA
- 魅惑劇（1980年3月）から フロム・ザ・ミスティック・ワールド（1984年）までの全てのアルバム。

### Scheherazade
- Scheherazade（2001年）から最新作 Once More（2017年）までの全てのアルバム。

### GERARD
- GERARD （1984年）からVisionary Dream（2011年）までの全てのアルバム。

### EARTHSHAKER
- AFTER SHOCK（1987年）からYesterday & Tomorrow（1993年）＋THE STORY GOES ON（2018年）